# Kunai

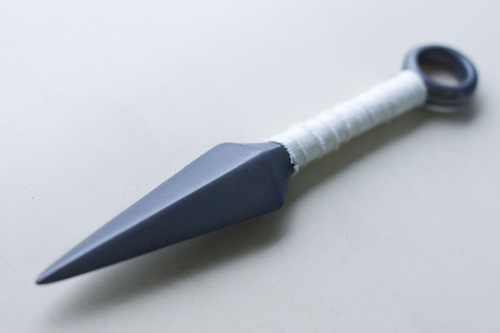
Một loại kunai cải tiến, thường được sử dụng trong văn hóa đại chúng

Kunai (苦無 khổ vô) là một loại dao găm Nhật Bản. Có hai loại được biết đến rộng rãi là tiểu khổ vô (小苦無 shō-kunai) và đại khổ vô (大苦無 dai-kunai). Mặc dù chỉ là một công cụ đơn giản nhưng kunai có thể trở thành một loại vũ khí đa năng khi ở trong tay của các bậc thầy võ thuật. Kunai thường liên quan đến các ninja và được họ dùng để đục khoét lỗ trên tường. Ban đầu kunai được tạo ra để làm nông nhưng sau đó nó được nâng cấp thành một loại vũ khí như hiện nay. Nhiều nhân vật manga và nhẫn giả nổi tiếng vừa dùng kunai làm vũ khí phụ vừa dùng kunai làm vũ khí chính.

## Thiết kế
Kunai thường có độ dài từ 20 cm đến 30 cm, được nông dân dùng như một công cụ làm vườn đa dụng hoặc được thợ làm đá và thờ nề sử dụng. Kunai hơi giống với cái xà beng. Lưỡi dao được làm từ sắt mềm và không được mài sắc vì phần cạnh dao chỉ được sử dụng để cắt những vật liệu tương đối mềm như vôi vữa hay gỗ, để đào lỗ và nạy. Thông thường chỉ có phần chóp nhọn đầu dao là được mài sắc.
Kunai thường có hình chiếc lá và phần cán dao có một vòng tròn ở chuôi để buộc dây thừng. Dây thừng cho phép cán dao đóng vai trò như một cái đồ kẹp vào tay hoặc được buộc vào một cây gậy để làm một ngọn giáo; buộc vào cơ thể để che giấu; cũng có thể được dùng để làm cái móc hoặc cái neo, thỉnh thoảng còn được dùng làm phi tiêu dây (một loại phi tiêu của Trung Quốc). Trái với suy nghĩ thông thường của mọi người, kunai không được tạo ra để làm vũ khí ném. Thay vào đó, kunai được dùng chủ yếu làm công cụ hoặc vũ khí để đâm.
Có nhiều loại kunai bao gồm: kunai dài, kunai ngắn, kunai bản hẹp, kunai bản rộng và kunai răng cưa. Trong một số trường hợp, rất khó để phân biệt giữa kunai và shikoro - một loại cưa bản rộng với cán dao găm.

## Sử dụng

### Vũ khí
Nhiều vũ khí ninja được nâng cấp từ các loại công cụ làm nông, không giống như các nhà sư Thiếu Lâm Tự ở Trung Quốc. Vì kunai là những nông cụ rẻ tiền có trọng lượng, kích thước hợp lý và dễ mài dũa nên có thể dễ dàng được cải tạo thành các loại vũ khí đơn giản. Khi làm vũ khí, kunai nặng và to hơn phi tiêu (shuriken) và với đồ kẹp vào tay thì kunai cũng có thể được dùng để đấu tay đôi dễ dàng hơn so với shuriken.

### Leo trèo
Ngoài ra, kunai có thể được dùng để leo trèo, vừa làm lưỡi móc vừa làm mỏ neo.

## Văn hóa đại chúng
Cùng với Ninjutsu (Nhẫn thuật), sự cường điệu hóa trong những câu chuyện thần thoại về ninja đã đóng một vai trò to lớn trong việc tạo dựng nên hình ảnh văn hóa đại chúng của kunai. Theo như những mô tả mang tính chất hư cấu về ninja, kunai thường được miêu tả là một con dao thép được dùng để đâm hoặc ném, thỉnh thoảng bị nhầm lẫn với shuriken.
Kunai thường xuất hiện trong manga, anime và video game.